# Cândești (Botoșani)
Cândești is een Roemeense gemeente in het district Botoșani.
Cândești telt 2223 inwoners.